# 1944 في تونس
فيما يلي قوائم الأحداث التي وقعت خلال عام 1944 في تونس.